# Q (Star Trek)
Q é um personagem do seriado Star Trek: The Next Generation, caracterizado por ser um entidade de poderes ilimitados, interpretado pelo ator John de Lancie. Q aparece também nos seriados Star Trek: Deep Space Nine, Star Trek: Voyager e Star Trek: Picard. Ele vem do Continuun Q, onde todos são conhecidos como Q. O personagem secundário Trelane, do 18º episódio da 1ª temporada de Star Trek: The Original Series pode ser Q, mentindo seu nome.
Q, mais especificamente sua misteriosa civilização do qual pouco se sabe, além do fato de ser inimaginavelmente avançada e viver em um plano interdimensional, é considerada por especialistas em ficção científica e futurologia, assim também como físicos, como uma civilização do tipo IV da escala de Kardashev, a qual possuiria uma Ciência tão incompreensivelmente (para nós) avançada, que elevou-os ao status de deuses, literalmente. Q teria um pouco de semelhanças com o Deus Cristão.
Apesar de ser onipotente e onipresente ele não representa uma ameaça grave à Federação, já que seu interesse é na evolução humana e como eles lidam com seus problemas.